# Elias Baruch
Elias Baruch (în ebraică אליאס ברוך; n. 17 iulie 1921, Calafat, Dolj, România – d. 6 decembrie 2011, Long Beach, California, SUA) a fost un atlet evreo-român, care a devenit campion național la triplusalt (cu un rezultat de 13,98 m) în 1949 și a lucrat ulterior ca antrenor de atletism, pregătind sportivi medaliați.

## Biografie
S-a născut în anul 1921 în orașul Calafat. A jucat fotbal în divizia B la clubul FC Călărași din 1946 până în 1948. În 1949 a trecut la atletism, unde a concurat ca reprezentant al C.S. Universitatea Cluj. A câștigat titlul de campion național la triplu salt în 1949, cu 13,98 m, iar ăn anul 1950 a obținut mai multe performanțe: locul II la Campionatul Național de triplu salt, locul I la Campionatele interdepartamentale, la triplu salt, cu 14,13 m și locul al III-lea la concursul internațional RPR-URSS.
Baruch a absolvit în anul 1961 Institutul de Cultură Fizică din București, specializarea atletism, și a lucrat ca antrenor federal în cadrul Federației Române de Atletism în perioada 1961–1968. A activat ca antrenor de atletism la mai multe cluburi sportive: Tânărul Dinamovist, Dinamo București, Viitorul București, Steaua București (1970–1975) și a pregătit mai mulți sportivi medaliați precum Mihai Calnicov, Mircea Stein, Mihai Zaharia, Valeriu Răuță, Cornelia Popescu, Carol Corbu, Valeria Bufanu, Viorica Viscopoleanu (1964) și Șerban Ciochină (1965–1970). Sub îndrumarea sa, Șerban Ciochină a obținut medalia de bronz la Campionatele Europene de Sală de la Viena din 1970, iar Cornelia Popescu și Carol Corbu au câștigat medalia de argint, respectiv de bronz la Campionatele Europene din 1971. Elias Baruch a obținut titlul de antrenor emerit în 1970.
În anul 1977 a imigrat în Israel, iar mai târziu a plecat în California pentru a preda atletism la Long Beach City College. A decedat în anul 2011.

## Distincții
- Medalia „Meritul Sportiv” clasa I (25 octombrie 1966) „pentru rezultatele deosebite obținute în competițiile sportive internaționale, precum și pentru contribuția valoroasă adusă la dezvoltarea culturii fizice și sportului în țara noastră”[7]